# Polychoa glauca
Polychoa glauca är en fjärilsart som beskrevs av Turner 1936. Polychoa glauca ingår i släktet Polychoa och familjen tandspinnare. Inga underarter finns listade i Catalogue of Life.